# Ƕ
Cette page contient des caractères spéciaux ou non latins. S’ils s’affichent mal (▯, ?, etc.), consultez la page d’aide Unicode.
Hwair (capitale Ƕ, minuscule ƕ) est une lettre additionnelle datant du Moyen Âge, encore utilisée aujourd'hui pour transcrire l'alphabet gotique.

## Linguistique
Hwair est une ligature de h et v servant à transcrire la lettre de l'alphabet gotique du même nom (𐍈 ), prononcée comme un /w/ sourd, [ʍ], ou un /x/ labio-vélarisé, [xʷ], phonème germanique ancien issu de *kʷ indo-européen (cf. latin qu).
Dans les autres langues germaniques, il a évolué en [w] (noté wh en anglais, en Received Pronunciation ; on trouve cependant des réalisations locales, en Écosse par exemple, avec [ʍ]), [v] en allemand ou [ʋ] en néerlandais.
Elle est utilisée par Wilhelm Braune dans la deuxième édition de Gotische Grammatik de 1882, remplaçant le digramme hv de sa première édition après les commentaires de Hermann Collitz suggérant une ligature. Sa forme capitale est notamment utilisée par Sigmund Feist (en) dans Vergleichendes Wörterbuch der gotischen Sprache publié en 1939 ou Fernand Mossé dans le Manuel de la langue gotique publié en 1942,.
La lettre est utilisée comme symbole dans la transcription Dania d’Otto Jespersen de 1890 et 1924, ainsi que dans certaines versions de l’Alphabet dialectal suédois.
Dans L’Écriture phonétique internationale de l’Association phonétique internationale publié en 1921, le hwair est utilisé comme symbole de l’alphabet phonétique international, remplaçant le w culbuté ‹ ʍ › mais uniquement dans cette édition. Il est utilisé comme tel par quelques auteurs comme Stephen Jones dans une description phonétique du gallois publiée en 1926 ou Elizabeth Avery dans un ouvrage de locution publié en 1928.

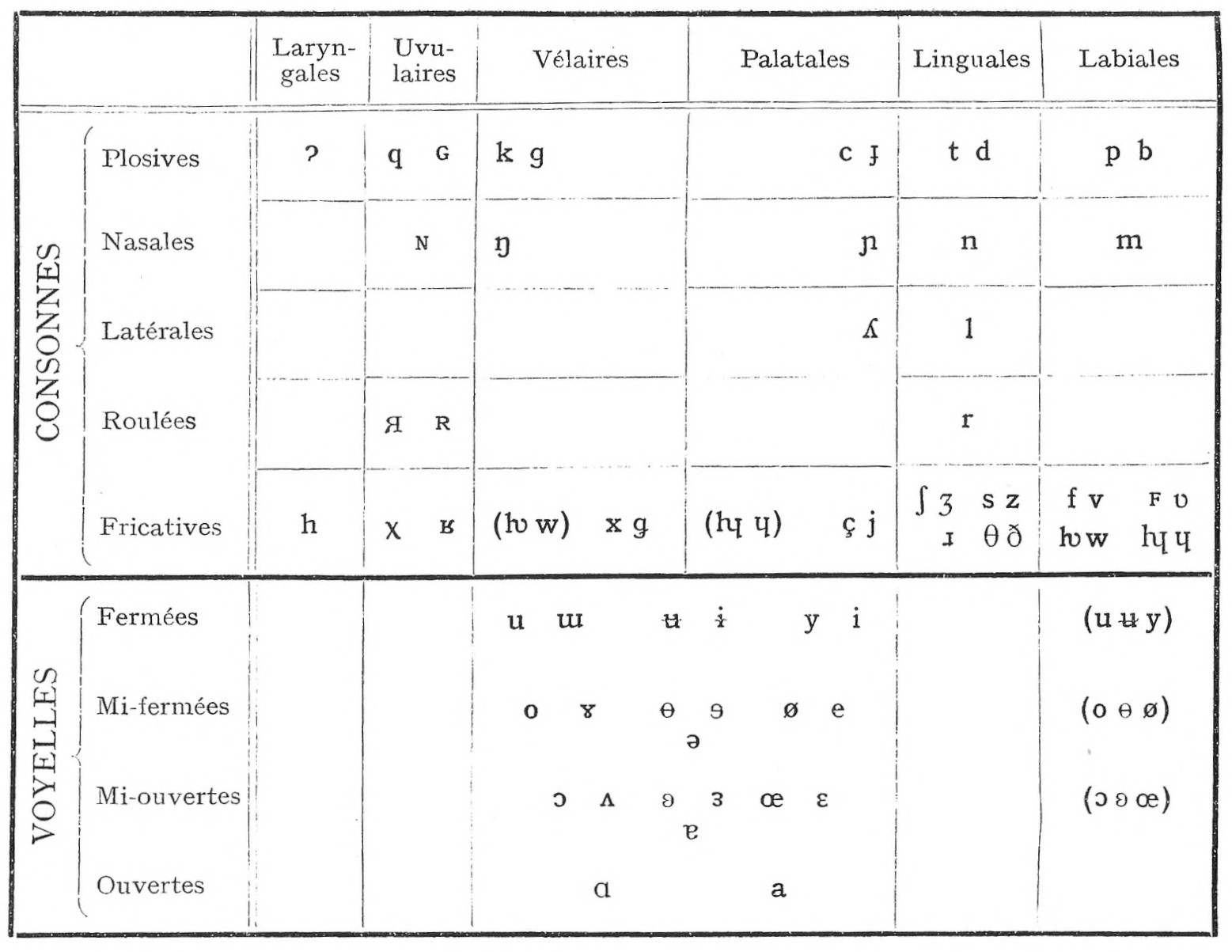
Tableau des symboles API de 1921.

## Représentation informatique
Comme la plupart des lettres latines médiévales, les polices permettant d'afficher cette lettre sont rares. Hwair possède cependant les représentations Unicode suivantes :
- Capitale Ƕ : U+01F6 ;
- Minuscule ƕ : U+0195.